# Akabski zaliv
Akabski zaliv (arabsko خليج العقبة, latinizirano: Khalīj al-Aqaba) ali Eilatski zaliv (hebrejsko מפרץ אילת, latinizirano: Mifrátz Eilát) je velik zaliv na severnem robu Rdečega morja, vzhodno od Sinajskega polotoka in zahodno od Arabskeha polotoka. Njegova obala je razdeljena med štiri države: Egipt, Izrael, Jordanijo in Saudovo Arabijo.

## Geografija
Zaliv je vzhodno od Sinajskega polotoka in zahodno od Arabskega polotoka. S Sueškim zalivom proti zahodu se razprostira od severnega dela Rdečega morja. Na svojem osrednjem območju doseže največjo globino 1850 m. Sueški zaliv je bistveno širši, vendar manj kot 100 m globok.
Zaliv meri 24 kilometrov na svoji najširši točki in se razteza približno 160 kilometrov severno od Tiranske ožine do Izraela, kjer sreča Egipt in Jordanijo.
Tako kot obalne vode Rdečega morja je zaliv eno najzanimivejših krajev za potapljanje na svetu. Območje je še posebej bogato s koralno in drugo morsko biotsko raznovrstnostjo, naključni brodolomi in namerno potopljena plovila pa zagotavljajo življenjski prostor morskim organizmom in krepijo lokalno potapljaško turistično industrijo.

### Mesta
Na severnem koncu zaliva so tri pomembna mesta: Taba v Egiptu, Eilat v Izraelu in Akaba v Jordaniji. So strateško pomembna trgovska pristanišča in priljubljena letovišča za turiste, ki želijo uživati v toplem podnebju. Na jugu je Haql največje mesto Saudove Arabije v zalivu. Na Sinajskem polotoku sta še turistični središči Šarm el Šejk in Dahab.
Največ prebivalcev je v Akabi, 148.398 (2015), sledi Eilat s 51.935 (2018).

### Obseg
Mednarodna hidrografska organizacija določa južno mejo zaliva kot »Črta, ki poteka od Rass al Fasma jugozahodno do otoka Requin (27°57′N 34°36′E / 27.950°N 34.600°E) preko otoka Tiran do jugozahodne točke in od tod proti zahodu vzporedno (27 ° 54'N) do obale polotoka Sinaj«.

## Geologija
Zaliv je eden od dveh zalivov, ki sta nastala zaradi bifurkacije Sinajskega polotoka na severu Rdečega morja, Sueški zaliv, ki leži zahodno od polotoka in Akabski zaliv na vzhodu. Geološko zaliv tvori južni konec transformacije Mrtvega morja. Vsebuje tri majhne strukturne bazene, Elat Deep, Aragonese Deep in Dakar Deep, oblikovane med štirimi levozmičnimi prelomi. Gibanje po enem od teh prelomov je povzročilo potres v Akabi leta 1995.

## Zgodovina
Trgovina skozi Rdeče morje med tebanskima pristaniščema Elim in Eilat na čelu zaliva je dokumentirana že v 4. dinastiji Egipta. Ekspedicije, ki so prečkale Rdeče morje in se usmerile proti jugu proti Puntu, se omenjajo v peti, šesti, enajsti, dvanajsti in osemnajsti egipčanski dinastiji, ko je Hačepsut zgradila floto za podporo trgovini in v šestih mesecih odpotovala na jug do Punta. Tebe so uporabljale nubijsko zlato ali Nube iz svojih osvajanj južno v Kušu, da bi olajšale nakup kadila, mirte, bitumna, natrona, brinovega olja, lana in bakrenih amuletov za mumificiranje v Karnaku. Egiptovska naselja v bližini Timne na vrhu zaliva datirajo v 18. egipčansko dinastijo.
Na severnem robu je bilo starodavno mesto Ayla (današnja Akaba) trgovsko središče Nabatejcev. Rimljani so zgradili cesto Via Traiana Nova, ki se je pridružila kraljevi cesti v Akabi in Afriko povezala z Azijo ter ladjarje Levanta z Rdečim morjem.
Akaba je bila glavno osmansko pristanišče, ki ga je Hedžaška železnica povezala z Damaskom in Medino. Med prvo svetovno vojno je bila bitka pri Akabi ključna bitka, s katero se je končala 500-letna osmanska vladavina nad Veliko Sirijo.
Program Marine Twilight Zone Research and Exploration program (MTRX) je leta 2003 ustanovil Meduniverzitetni inštitut za pomorske znanosti Eilat, da bi izvedel raziskave globokih sistemov koralnih grebenov severnega Rdečega morja.

## Turizem
Zaliv je ena najbolj priljubljenih potapljaških središč na svetu. Na 11-kilometrski obali Eilata na leto opravijo približno 250.000 potopov, potapljanje pa predstavlja 10 % prihodkov od turizma na tem območju. 
Pokrajina Wadi Rum vzhodno od severnega roba zaliva je priljubljena znamenitost. Druge so ruševine železnodobne civilizacije Ayla v mestu Akaba, prizorišče bitke pri Akabi iz prve svetovne vojne, ki jo je vodil Lawrence Arabski.
V zaliv priplavajo tudi kiti, orke, delfini, dugongi in kitovci.